# 浩一・裕子 (小惑星)
浩一・裕子（こういちゆうこ、20070 koichiyuko）は小惑星帯に位置する小惑星。群馬県大泉町のアマチュア天文家、小林隆男が発見した。
日本宇宙少年団広島分団長の、高橋浩一と裕子夫妻の名前をつなげて命名された。